# Mazinger Z
Mazinger Z (マジンガーＺ, Majingā Zetto) és una sèrie de manga i d'anime del dibuixant japonès Go Nagai. Com en molts altres casos, va començar essent un manga per a posteriorment traslladar-se a la televisió. És un dels precursors del gènere Meca de robots gegants i manipulats per éssers humans.
El manga fou publicat a la revista setmanal Shōnen Jump entre el número 42 de 1972 i el número 35 de 1973, abans de publicar-se en volums separats. El manga en català no arribaria fins al 2024 a mans de Norma Editorial.
Tingué una adaptació a anime el qual s'emeté a Fuji TV del desembre de 1972 al setembre de 1974. A Llatinoamèrica i Europa la sèrie televisiva va aconseguir gran popularitat, tot i que no se'n van emetre tots els episodis i els que van ser emesos ho van ser en ordre correlatiu. A Amèrica Mazinger Z arribà l'any 1979. A Catalunya s'estrenà finalment l'11 de gener de 1999 al Canal 33.
Existeixen registres d'un altre robot de nom Mazinger Z, protagonista d'un còmic que l'any 1978 l'editorial Valenciana publicà amb el nom de Mazinger Z El Robot de les Estrelles, basat en la pel·lícula de nom Mazinger-Z, The Iron Superman, produïda per Goler Films S.a., i dibuixada per Josep Sanchis, creador del gat Pumby.

## Argument
El doctor Infern, un científic alemany membre d'un equip arqueològic japonès, descobreix les restes d'uns gegantins autòmats mil·lenaris d'uns 20 metres d'alçada durant una investigació arqueològica a les ruïnes d'una antiga civilització al mar Egeu (rememorant la llegenda grega de Talos), però no vol difondre la notícia i restaura els autòmats, amb els que anuncia la seva intenció de dominar el món als seus peus i demana la lleialtat de tots els presents. Els científics es neguen, i el doctor Infern desperta els robots amb un bastó de comandament i els mata, tret del professor Jūzō Kabuto que va aconseguir escapar en una llanxa i refugiar-se al Japó on intenta advertir el món del perill imminent.
Emprant l'aliatge Z, capaç de suportar l'energia fotònica i creat amb japoni, un nou element metàl·lic d'alta resistència, tenacitat i punt de fusió en 6000 °C que només es troba en mines a la falda del Mont Fuji, i emprant l'energia fotoatòmica del reactor de japoni, el professor Juzo Kabuto construeix el meca Mazinger Z a l'Institut d'Energia Fotònica com a arma secreta contra les bèsties mecàniques del doctor Infern. Kabuto aconsegueix acabar el Mazinger Z just abans de ser assassinat per una bomba col·locada per la mà dreta del Doctor Infern, el baró Ashura, aliat del doctor Infern, i mentre agonitza, informa al seu net Kouji Kabuto de l'existència del robot i del seu ús. Kouji es converteix en el pilot del robot, i des d'aleshores combat els monstres mecànics del doctor Infern, que estableix el seu quarter general a una illa mòbil amb la qual va navegant i planejant com utilitzar les bèsties mecàniques per a dominar el món.
Els coneixements del doctor Infern no arribaven als de Kabuto i per aconseguir el seu objectiu va demanar ajuda a un enginyer en robòtica alemany, el doctor Hein Henrik, al que va reviure com un cíborg, i va crear nous robots i armes, requerint l'actualització contínua de la tecnologia per al doctor Yumi, que havia estat l'assistent del doctor Kabuto i supervisa l'enginyeria de Mazinger Z, havent de demanar ajudant a enginyers en robòtica dels Estats Units d'Amèrica per seguir el desenvolupament tècnic amb armes cada cop més innovadores. Yumi va construir un altre robot, l'Afrodita A, pilotat per la seva filla, Sayaka Yumi, i va sorgir un amor ambigu entre ell que mai no es concreta perquè Koji és orgullós i masclista, i Sayaka és gelosa i de caràcter fort.

## Publicació
Una versió integral del manga en català es va anunciar al compte de Twitter de Norma Editorial el 25 de gener de 2024 i finalment el primer volum es va publicar l'1 de març de 2024.
| Volum | ISBN                   | Data de publicació |
| --- | ---------------------- | ------------------ |
| 1 | ISBN 978-84-679-6599-5 | 1 de març de 2024  |
| En Kôji Kabuto, net del científic genial Jûzô Kabuto, s’acaba fent responsable del robot gegant Mazinger Z que va construir el seu avi. Al principi, en Kôji es veu sobrepassat pels poders increïbles del Mazinger Z, que inclouen un cos recobert d'ultraaliatge Z, motors d'energia fotònica, punys coet i rajos fotònics. Però ben aviat, amb l'ajuda dels membres de l'Institut d'Energia Fotònica del doctor Yumi i el robot Afrodita A, que pilota la seva filla, la Sayaka Yumi, s’enfrontarà a l'exèrcit de monstres mecànics amb els quals el doctor Infern pretén conquerir el món!! |                        |                    |
| 2 | ISBN 978-84-679-6600-8 | 5 d'abril de 2024  |
| Entre l'exèrcit de monstres mecànics del baró Ashura i l'Exèrcit de la Creu de Ferro del comte Brocken, els atacs duríssims dels esbirros més fidels del doctor Infern amenacen el Japó! Davant de les innumerables tàctiques roïnes, i per tal de poder fer front a uns monstres mecànics cada cop més poderosos, el Mazinger Z es reforça amb un complement que li permet volar: el Jet Scrander! Tot i que cada vegada queda com un nyap, se succeeixen les batalles a mort! |                        |                    |
| 3 | ISBN 978-84-679-6601-5 | 3 de maig de 2024  |
| El gran duc Gorgon de Mikene no para d'enviar una bèstia mecànica rere l'altra, i cada cop són més violentes. L'exèrcit de robots gegants anomenat “Exèrcit Mazinger” que ha construït el doctor Yumi se suma al Boss Borot i a la Diana A per intentar una operació d'assalt total contra el castell infernal del doctor Infern! El Mazinger Z i en Kôji surten a l'atac amb la intenció de jugar-s’hi la vida, si cal! Quin destí els espera?! |                        |                    |

## Anime
El guió de la sèrie va ser escrit per Susumu Takahisa i Keisuke Fujikawa. Els directors van ser Jou Serikawa, Tomoharu Katsumata, Nobuo Onuki i Bonjin Nagaki. El disseny dels personatges va anar a càrrec de Yoshiyuki Hane, i la música de fons va ser composta per Shunsuke Kikuchi. Hi ha diverses continuacions animades, com Gran Mazinger i Mazinkaiser, aquesta última no basada en el manga, però que va comptar amb la col·laboració de Go Nagai. A més, el protagonista Kōji Kabuto apareix en altres sèries del mateix autor com UFO Robe Grendizer.

## Curiositats
L'any 1979 es construí una reproducció de Mazinger Z de 10 metres d'alçada com a reclam publicitari a la plaça Alfredo Garrido de la urbanització Mas del Plata de Cabra del Camp (Alt Camp).